# North Slope Borough
North Slope Borough je územní jednotka amerického státu Aljaška. Je nejsevernějším okresem USA a také plošně největším (s výjimkou Neorganizovaného obvodu v aljašském vnitrozemí, který nemá vlastní samosprávu). Má rozlohu 245 520 km², z toho 229 790 km² tvoří pevná zem. Na území North Slope Borough podle sčítání z roku 2020 žije 11 031 obyvatel, více než polovinu z nich tvoří Iñupiaté. Správním střediskem je Utqiaġvik s necelými pěti tisíci obyvateli.

## Historie
Samosprávný obvod byl zřízen 2. července 1972 po přijetí zákona Alaska Native Claims Settlement Act. Je veden jedenáctičlenným shromážděním voleným na tříleté období, které vykonává pravomoci v oblasti výběru daní, územního plánování a vzdělávání. Funkci starosty zastává od roku 2023 Josiah Patkotak. V North Slope Borough se nachází sedm měst: Anaktuvuk Pass, Atqasuk, Kaktovik, Nuiqsut, Point Hope, Utqiaġvik a Wainwright. V roce 1982 se stal jednou z prvních samospráv, které začaly využívat Geografický informační systém. Podle sčítání z roku 2020 zde dosahuje průměrný roční příjem na obyvatele 48 730 USD.

## Geografie
Okres leží kompletně za severním polárním kruhem. Zaujímá patnáct procent rozlohy Aljašky a je větší než 39 států Unie. Je pojmenován podle zeměpisné oblasti Alaska North Slope („Aljašský severní svah“), kterou vymezuje Brooksovo pohoří na jihu a Čukotské moře s Beaufortovým mořem na severu. Na východě hraničí s kanadským teritoriem Yukon. Region tvoří převážně rovinatá tundra s permafrostem, patří k něm také pobřežní ostrovy jako Tigvariak. Na jeho území zasahuje Národní park Gates of the Arctic a Arktická národní přírodní rezervace. Nachází se zde archeologická lokalita Gallagher Flint Station s doklady osídlení starého deset tisíc let. Hospodářský a populační růst oblasti nastartoval objev ropy v Prudhoe Bay v šedesátých letech dvacátého století. Byla zde zřízena oblast National Petroleum Reserve–Alaska ve správě Bureau of Land Management a vybudován Aljašský ropovod do Valdezu.

## Etnické složení
- Aljašští domorodci 51 %
- Bílí Američané 35 %
- Asijští Američané 7 %
- Afroameričané 2,3 %

## Seznam starostů
- 1972–1980 Eben Hopson
- 1980–1981 Jacob Anaġi Adams, Sr.
- 1981–1984 Eugene Brower
- 1984–1990 George Ahmaogak, Sr.
- 1990–1993 Jeslie Kaleak
- 1993–1996 George Ahmaogak, Sr.
- 1996–1999 Benjamin Nageak
- 1999–2005 George Ahmaogak, Sr.
- 2005–2011 Edward Itta
- 2011–2016 Charlotte Brower
- 2016–2023 Harry Brower, Jr.
- od 2023 Josiah Patkotak